# Alexander Pfisterer
Alexander Philipp Pfisterer (* 28. November 1847 in Heidelberg; † 26. Mai 1928 in Freiburg im Breisgau) war ein badischer Ministerialdirektor im Innenministerium und Jurist.

## Leben
Pfisterer stammte aus einer evangelischen Brauer-Familie. Nach dem Abitur am Lyzeum Heidelberg studierte er von 1866 bis 1869 Rechtswissenschaften an den Universitäten Heidelberg und Berlin. 1870 bis 1872 war er im badischen Staatsdienst als Rechtspraktikant und Referendar. Nachdem er 1872 bis 1875 als Gehilfe im Bezirksamt Mannheim gearbeitet hatte, kam er als Amtmann nach Freiburg und ein Jahr später nach Villingen. 1877 wurde er zum Amtsvorstand des Bezirksamtes Wiesloch ernannt, wo er nach drei Jahren zum Oberamtmann befördert wurde. Es folgten Aufgaben als Amtsvorstand in Stockach (1882), Mosbach (1886) und Pforzheim (1891). Dort wurde er 1893 zum geheimen Regierungsrat befördert. 1896 wechselte er als Amtsvorstand in das Bezirksamt Mannheim, wo er 1900 die Aufgabe des Landeskommissär für den Landeskommissärbezirk Mannheim übernahm und 1902 in den Rang eines Geheimen Oberregierungsrates erhoben wurde. 1908 wechselte er als Landeskommissär in den Landeskommissärbezirk Freiburg und nahm diese Funktion bis 1913 ein. Im Rang konnte er noch zum Geheimen Rat 2. Klasse (1910) und zum Ministerialdirektor im Innenministerium (1913) aufsteigen. 1919 ersuchte er um die Versetzung in den Ruhestand, was durch die Regierung der neu gebildeten Republik Baden unter Ernennung zum Staatsrat bewilligt wurde.
Außerdem war Pfisterer ab 1896 in berufsgenossenschaftlichen Schiedsgerichten tätig und nahm Sonderaufgaben bei der Mannheimer Börse und dem dortigen Hoftheater wahr.

## Auszeichnungen
Pfisterer wurde 1914 mit dem Kommandeurskreuz mit Stern des Ordens vom Zähringer Löwen ausgezeichnet, nachdem er bereits 1887, 1896 und 1906 niedere Stufen des Ordens erhalten hatte. 1909 wurde ihm die Friedrich-Luisen-Medaille und im gleichen Jahr der preußische Kronen-Orden 2. Klasse und 1917 die preußische Rote-Kreuz-Medaille 2. Klasse (3. Klasse bereits 1915) verliehen. 1916 erhielt er das badisches Kriegsverdienstkreuz.